# Sommarnatt
"Sommarnatt" är en sång skriven av Lars "Dille" Diedricson och Torben Ferm, och ursprungligen inspelad av rockgruppen Snowstorm, bland vilkas låtar den är en av de mer populära. Låten kom ut första gången 1980 på albumet Sommarnatt, samt på singel samma år med låten "Message" (engelsk version av Sommarnatt) som B-sida. Singeln nådde som högst andraplatsen på den svenska singellistan. Den återfinns även på samlingen Best of Snowstorm, samt på blandade artister-utgivningarna Kopparbärs Rock (1997) och Swedish Revival (1999).
En coverversion av det svenska dansbandet Wizex på albumet You Treated Me Wrong 1980 , där Tommy Stjernfeldt stod för sånginsatsen, testades på Svensktoppen där den låg under perioden 7 december 1980-1 februari 1981., med sjätteplats som högsta placering. Den 4 juni 2021 släpptes även en coverversion av Sommarnatt av artisten Elverket på bolaget Universal Music AB.
1989 släppte Snowstorm en ny version, "Sommarnatt '89", vilken som högst nådde 13:e plats på den svenska singellistan.
Sångens refräng löd ursprungligen "Du-u-u. Jag vill att du ska se mig. A-ha", men skrevs senare om av bandets trummis Torben Ferm. Singeln är en av titlarna i boken Tusen svenska klassiker (2009).

## Listplaceringar

### Sommarnatt, Snowstorm 1980
| Lista (1980-1981, 1992) | Topplacering |
| ----------------------- | ------------ |
| Sverige                 | 2            |

### Sommarnatt '89, Snowstorm 1989
| Lista (1980-1981, 1992) | Topplacering |
| ----------------------- | ------------ |
| Sverige                 | 13           |

### Fotnoter
1. ↑  Information i Svensk mediedatabas.
2. ↑  Svensktoppen - 1980
3. ↑  Svensktoppen - 1981
4. ↑  ”Sommarnatt (Release)” (på engelska). Beatsource. https://www.beatsource.com/release/sommarnatt/970296. Läst 22 juni 2021.
5. ↑  Gradvall et al 2009, nr. 552
6. ↑  Swedishcharts - Sommarnatt på den svenska singellistan
7. ↑  Swedishcharts - Sommarnatt '89 på den svenska singellistan